# Rodrigo Cabral
Rodrigo Cabral (1974, Belo Horizonte) é formado em Comunicação Social com habilitação em Jornalismo pela UFMG - Universidade Federal de Minas Gerais em 1996.
Em 2000, se transferiu para a RedeTV! em São Paulo, inicialmente como repórter. Logo passou a apresentar o RedeTV! Esporte, cobrindo as folgas do apresentador principal Jorge Kajuru. Em junho de 2002, com a saída de Kajuru, assumiu a bancada do programa durante 9 meses até a chegada de Fernando Vannucci à emissora.  
Em 2006 e 2010, anos de Copa do Mundo, Rodrigo Cabral foi um dos enviados especiais da RedeTV! para cobertura dos mundiais na Alemanha e na África do Sul.
Em Setembro de 2010, foi transferido para a sucursal de Belo Horizonte, onde passou a realizar reportagens locais para o telejornal Notícias de Minas e nacionais para o RedeTV! News e outros programas jornalísticos da emissora. 
Apresentava o Notícias de Minas em Belo Horizonte, nas folgas da apresentadora titular.